# Farida
Farida Louise Bolseth Benounis (* 1990 oder 1991 in Gjøvik) ist eine norwegisch-algerische Sängerin und Songwriterin, die unter ihrem Künstlernamen Farida auftritt.

## Leben
Benounis kam im norwegischen Gjøvik als Tochter eines aus Constantine stammenden algerischen Vaters und einer aus Ålesund stammenden norwegischen Mutter zur Welt. Zwischen 2013 und 2014 studierte sie Ton- und Musikproduktion an der Noroff-Universität. 2014 nahm die Sängerin an Idol, der norwegischen Version von Pop Idol teil und erreichte dort das Halbfinale. Zwei Jahre später reiste sie in die USA und veröffentlichte mit Three Weeks und Solo Ride ihre ersten beiden Singles. Im selben Jahr trat sie als Act beim Øyafestivalen in Oslo auf und erhielt den mit 100.000 Kronen dotierten Vorbild des Jahres-Preis, der ihr von by:Larm verliehen wurde. Ebenfalls 2016 war sie ein Vor-Act von Dua Lipa beim Red Bull Sound Select in Oslo. Mit The 25th Hour erschien zudem ihr erstes eigenes Mixtape. Im Folgejahr trat Benounis trat beim SXSW in Austin, Texas auf. Ihre erste EP namens Solar Fare erschien im Jahr 2020. Im September 2021 wurde sie eine Finalistin beim „The John Lennon Songwriting Contest“, an dem sie mit ihrem Song Do About It teilnahm.
Mit der Ballade Dangerous nahm die Sängerin 2022 am norwegischen Vorentscheid zum Eurovision Song Contest, dem Melodi Grand Prix teil. Im zweiten Halbfinale, das am 22. Januar 2022 ausgetragen wurde, setzte sie sich gegen die anderen Teilnehmer durch und sicherte sich einen Platz im Finale. Im am 19. Februar 2022 stattgefundenen Finale schied Benounis in der ersten Abstimmungsrunde auf. Neben anderen Songwritern schrieb die Sängerin selbst am vorgetragenen Beitrag, das auch in der TV-2- und Netflix-Serie Blodsbrødre zu hören war, mit. Am Melodi Grand Prix 2023 nahm Benounis als Komponistin teil. So war sie Teil des Kompositionsteams für Tresko, das vom Mitkomponisten Rasmus Thall im ersten Halbfinale vorgestellt wurde. Am 5. Januar 2024 gab NRK im Rahmen der Pressekonferenz alle Teilnehmer des Melodi Grand Prix 2024 bekannt. Benounis trat dabei im zweiten Halbfinale, das am 20. Januar 2024 stattfand, mit dem Lied Heartache an, schied jedoch aus. Auch an diesem Werk war die Sängerin als Songwriterin beteiligt.

## Diskografie

### Singles
- 2016: Solo Ride[8]
- 2016: Three Weeks[8]
- 2017: New York (mit Undr)[11]
- 2017: Next to Nothing[11]
- 2018: Foreplay[11]
- 2018: Friends[11]
- 2018: You[11]
- 2020: Do About It[11]
- 2020: Failure[11]
- 2020: Good Girl[11]
- 2020: IGotBetterThingsToDo[11]
- 2020: WhereDoWeGo[11]
- 2021: 365 Days[11]
- 2021: What's It Gonna Take[11]
- 2022: Dangerous[11]
- 2023: Ben (Christmas Edition)[11]
- 2023: Darkness[11]
- 2023: Jordbær[11]
- 2023: White Christmas[11]
- 2024: Heartache[11]

### EPs
- 2020: Solar Fare[11]

## Veröffentlichte Werke als Komponistin
Benounis komponierte, gemeinsam mit anderen Songwritern verschiedene Werke, die von anderen Künstlern veröffentlicht wurden.
- 2022: Moon Palace von Billlie[16]
- 2022: Phantom von WayV[17]
- 2022: Zoom von Red Velvet[18]
- 2023: Love Is a Drug von Armin van Buuren (feat. Anne Gudrun)[19]
- 2023: Lucid von Odd Eye Circle[20]
- 2023: Tresko von Rasmus Thall[14]